# مونيكا سفينسون
مونيكا سفينسون هي عدائة مشي سويدية، ولدت في 26 ديسمبر 1978.

## وصلات خارجية
- مونيكا سفينسون على موقع الاتحاد الدولي لألعاب القوى (الإنجليزية)